# Stay on My Side Tonight
Stay On My Side Tonight es un EP de Jimmy Eat World. Grabado en los Ocean Studios de Burbank, California y en Unit 2, Tempe, Arizona. Lanzado por Interscope el 4 de octubre de 2005 y producido por Gil Norton, Arne VanPetegem y Jimmy Eat World.
Se trata de cinco canciones en las que la banda trabajó durante la grabación de Futures, pero que finalmente declinaron introducirlas en el disco definitivo.

## Listado de canciones
1. «Disintegration»
2. «Over»
3. «Closer»
4. «Half Right»
5. «Drugs Or My» (Styrophoam Remix)

- Datos: Q1941467